# Astragalus ignotus
Astragalus ignotus es una especie de planta del género Astragalus, de la familia de las leguminosas, orden Fabales.

## Distribución
Astragalus ignotus se distribuye por Irán.

## Taxonomía
Fue descrita científicamente por Podlech. Fue publicada en Feddes Repert. 116(1-2): 74 (-75) (2005).